# Камбоджийско-японские отношения
Камбоджийско-японские отношения — двусторонние отношения между Камбоджей и Японией. Япония имеет своё посольство в Пномпене. Камбоджа имеет посольство в Токио.

## История
В августе 1863 года территория Камбоджи стала протекторатом Франции. В 1884 году был подписан новый договор, ещё более ограничивший автономию Камбоджи, а в 1887 году Камбоджа была включена в состав Французского Индокитая. 
После начала второй мировой войны в сентябре 1939 года связи французских колоний с метрополией оказались осложнены, а влияние Японской империи в регионе стало увеличиваться (особенно после военного поражения и капитуляции Франции в мае-июне 1940 года). 6 мая 1941 года Япония подписала торгово-экономическое соглашение с Французским Индокитаем, 23 июля 1941 было подписано японо-французское соглашение о совместной обороне Индокитая. 26 июля 1941 японское правительство опубликовало текст этого соглашения, а 29 июля 1941 началась японская оккупация Индокитая.
9 марта 1945 года командование японских войск в Индокитае предъявило ультиматум французским войскам с требованием сдать оружие, а на следующий день начало расформирование органов французской колониальной администрации, интернирование французских чиновников, военнослужащих и полицейских. Было объявлено о ликвидации французского протектората и восстановлении королевства Кампучия в составе "великой восточноазиатской сферы взаимного процветания". Однако в дальнейшем, на территории Камбоджи активизировалось антифранцузское и антияпонское движение сопротивления, здесь возникла организация "красных кхмеров" (фронт «Кхмер Иссарак»), влияние которой стало увеличиваться.
После поражения во второй мировой войне и капитуляции Японии в сентябре 1945 года договоры Японской империи были денонсированы. После возвращения в регион французских войск началось восстановление органов колониальной администрации, а 7 января 1946 года королевскому правительству навязали соглашение "modus vivendi", в соответствии с которым протекторат Франции над Камбоджей был официально восстановлен.
8 ноября 1949 в Париже было подписано соглашение, в соответствии с которым Камбоджа становилась де-юре независимым «присоединившимся государством» в составе Французского союза, однако этот договор не был ратифицирован камбоджийским парламентом (поскольку существенно ограничивал суверенитет страны).
В 1953 французское правительство признало суверенитет Камбоджи в области внешней политики (с июня 1953 года), были подписаны соглашения о передаче правительству Камбоджи полного контроля над внешней политикой. 9 ноября 1953 года в Пномпене состоялась официальная церемония прекращения деятельности французской администрации и вывода французских войск. Этот день был объявлен национальным праздником — Днём независимости.
В том же 1953 году Камбоджа и Япония установили дипломатические отношения.
В 1992-1993 гг. в Камбодже находился японский миротворческий контингент.

## Современное состояние
Япония остается крупнейшей страной-донором Камбоджи, предоставив с 1992 года официальную помощь в целях устойчивого развития в размере около 1,2 млрд долларов США. В 2006 году правительства обеих стран подписали соглашение, в котором была предусмотрена экономическая помощь на сумму 59 млн долларов США.